# Ruda (gmina Dobryszyce)
Ruda – wieś w Polsce, położona w województwie łódzkim, w powiecie radomszczańskim, w gminie Dobryszyce.
W latach 1975–1998 miejscowość administracyjnie należała do województwa piotrkowskiego.
Inne miejscowości o nazwie Ruda: Ruda